# المخيم الكشفي العالمي الثالث والعشرون
المخيم الكشفي العالمي الثالث والعشرون (第23回世界スカウトジャンボリー dai-nijūsan-kai sekai sukauto jamborii?) عقد في ياماغوتشي غرب اليابان في الفترة من 28 يوليو - 8 أغسطس عام 2015. وحضر الحفل حوالي 33628 كشاف وقائد (بما في ذلك 7979 من فريق الخدمة الدولي (International Service Team) والأعضاء الذين يشغلو منصب الموظفين المتطوعين) وكان موضوع المخيم الانسجام والوحدة الجماعية.